# Злоумышленница
Злоумышленница (исп. La intrusa) — мексиканская 135 серийная мелодрама 2001 года производства Televisa.

## Сюжет
Родриго Хункера находится на грани смерти из-за продолжительной болезни, он решает попросить горничную Вирхинию выйти за него замуж, чтобы скрасить его последние дни и чтобы она стала хозяйкой дома, она соглашается. До его предложения, Вирхиния была влюблена в старшего сына Родриго Карлоса. Когда Родриго узнал, что Вирхиния вышла замуж за его отца, чтобы прибрать к рукам всё его наследство, он сам и все его братья обвинили её в предательстве. Для самой Вирхинии начинается чёрная полоса из-за презрения со стороны Родриго и их братьев, а также их двух сестёр. Сестра-близнец Вирхинии Ванесса живёт насыщенной жизнью. Сестра-близнец Вирхинии Ванесса встретила бывшую любовь своей сестры — Карлоса. Сам Карлос влюбляется в неё, но затем презирает её за то, что она является сестрой предательницы Вирхинии, да к тому же очень грубой и алчной. Вирхиния в итоге выходит замуж за Карлоса, но у неё появились проблемы со здоровьем и она скончалась во время родов, родив красивого и здорового ребёнка.

## Создатели
- оригинальный текст — Инес Родена.
- адаптация, сценарий и телевизионная версия — Хулио Гариба, Карлос Ромеро, Тере Медина.
- режиссёры-постановщики — Беатрис Шеридан, Марта Луна, Патрисия Рейес Спиндола, Гастон Тусе.
- монтажёры — Симон Кастаньон, Альфредо Фрутос.
- композитор — Хорхе Авенданьо.
- вокал — Эммануэль.
- музыкальная тема заставки — Intrusa.

## Награды и премии
Телесериал был 5 раз номинирован на премии El Heraldo, INTE и TVyNovelas, из них он победил дважды в первой премии:
- Лучшим актёром был признан Артуро Пениче.
- Марлене Фавела получила награду за лучшее женское откровение.